# McGeorge Bundy

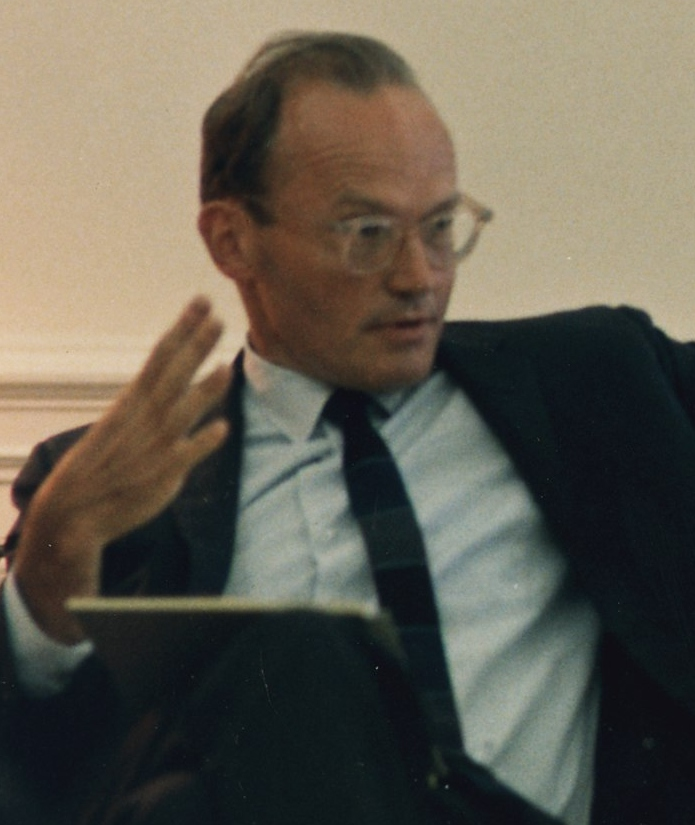
Bundy em 1967.

McGeorge "Mac" Bundy (Boston, Massachusetts, 30 de março de 1919 — Boston, Massachusetts, 16 de setembro de 1996) foi um acadêmico americano que serviu como Conselheiro de Segurança Nacional, para os presidentes John F. Kennedy e Lyndon B. Johnson, de 1961 a 1966. Ele depois foi presidente da Ford Foundation de 1966 a 1979. Apesar de sua carreira como intelectual em política externa, educador e filantropo, é mais lembrado como um dos principais arquitetos da escalada da Guerra do Vietnã pelos Estados Unidos durante os governos de Kennedy e Johnson.